# 引言
引言是寫出作文章的目的，只是文章的開端。宜短，然後引入正題。引言是作為論文的引子，篇幅不用太多，除介紹題目的背景外，最重要的是必須表明立場。